# Джунковский, Владимир Фёдорович
Влади́мир Фёдорович Джунко́вский (7 [19] сентября 1865, Санкт-Петербург, Российская империя — 21 февраля 1938, Бутовский полигон, Московская область, СССР) — государственный деятель Российской империи. Адъютант великого князя Сергея Александровича (1891—1905), московский вице-губернатор (1905—1908), московский губернатор (1908—1913), товарищ министра внутренних дел и командующий Отдельным корпусом жандармов (1913—1915). Участник Первой мировой войны, командующий дивизией, генерал-лейтенант (1917).

## Биография

### Происхождение
Родился 7 сентября (по старому стилю) 1865 года в Санкт-Петербурге в семье Фёдора Джунковского и Марии Рашет. По своему происхождению он принадлежал к двум дворянским родам, Джунковских и Рашетов, которые в середине XIX века породнились в одном поколении трижды. Род Джунковских в 1845 году был официально включён в родословную дворянскую книгу Полтавской губернии, в основном благодаря заслугам С. С. Джунковского.
Отец — Фёдор Степанович Джунковский был военным. В 1864 году он в чине генерал-майора был назначен начальником канцелярии генерал-инспектора кавалерии, пост которого тогда занимал великий князь Николай Николаевич, и членом комитета по устройству и образованию войск. На момент рождения Владимира Фёдору Степановичу было 49 лет.
Мать — Мария Карловна Рашет, происходила из рода Рашет, основателем российской ветви которого был её дед — французский скульптор Жак Доменик Рашетт (1744—1809). Её старший брат, Владимир Рашет, был видным горным инженером. На момент рождения Владимира ей было 43 года.

### Ранние годы

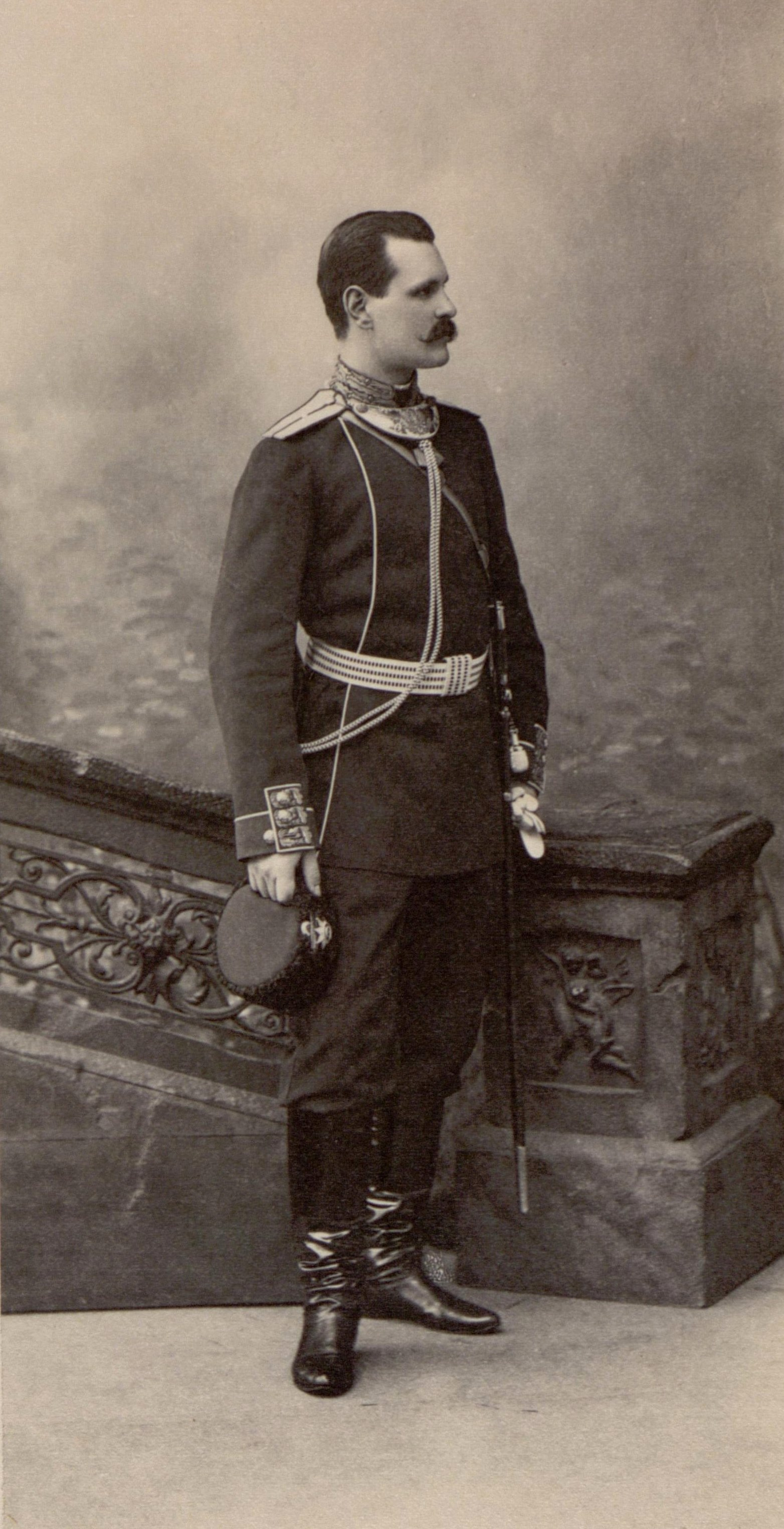
В. Ф. Джунковский, поручик. 1891 г.

В возрасте семи лет был зачислен в пажи «к Высочайшему двору». А в одиннадцать поступил на обучение в Пажеский Его Императорского Величества Корпус в Петербурге — одно из самых престижных военных учебных заведений Российской империи, где детей аристократии готовили преимущественно для службы в гвардии.
Во время обучения в корпусе камер-паж Джунковский неоднократно был участником монархических церемониалов. В июне 1884 года в качестве камер-пажа он сопровождал парадную карету невесты Великого князя Сергея Александровича принцессы Гессен-Дармштадтской Елизаветы в день её торжественного въезда в Петербург и присутствовал на венчании великокняжеской пары.
По окончании корпуса 14 августа 1884 года Джунковский был зачислен, минуя чин прапорщика, подпоручиком в 1-й батальон лейб-гвардии Преображенского полка, которым командовал великий князь Сергей Александрович.
14 августа 1888 года произведён поручиком.

### Адъютант великого князя Сергея Александровича

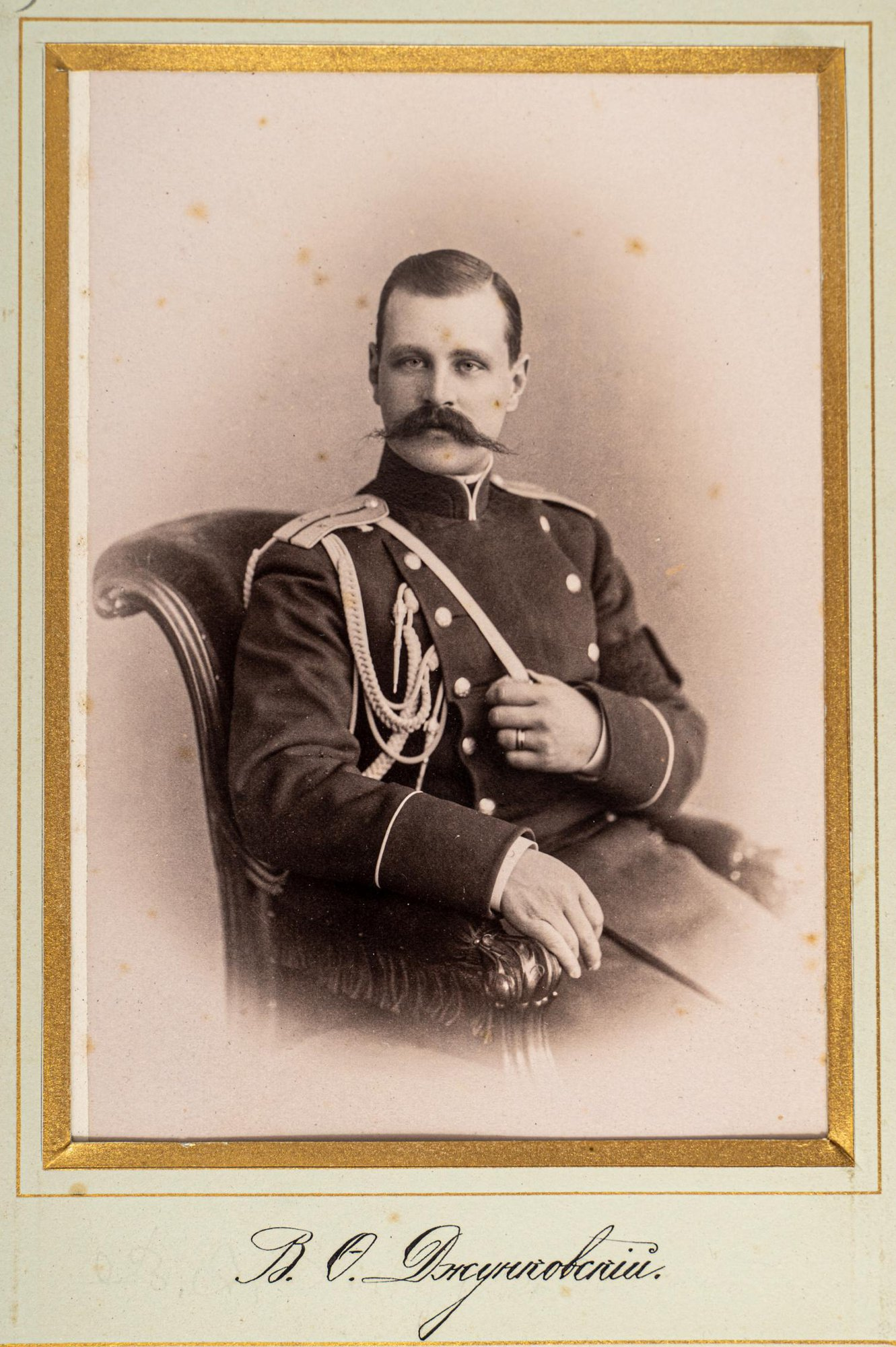
Джунковский В. Ф., штабс-капитан. 1895—1899 гг.

23 декабря 1891 года назначен адъютантом великого князя Сергея Александровича по должности московского генерал-губернатора.
6 декабря 1895 года, в день тезоименитства Николая II, вступившего на престол годом ранее, 30-летний поручик Джунковский получил чин штабс-капитана.
6 мая 1900 года произведён в капитаны. 12 января 1905 года капитан Джунковский освобождён от должности адъютанта московского генерал-губернатора и назначен адъютантом великого князя Сергея Александровича по должности командующего войсками.
4 февраля 1905 года московский генерал-губернатор и командующий войсками Московского военного округа, великий князь Сергей Александрович был убит разорвавшейся бомбой, брошенной террористом. После этого Джунковский состоял в должности адъютанта великого князя ещё полгода, до 12 августа 1905 года. 6 мая 1905 года произведён в полковники с пожалованием звания флигель-адъютанта.
12 августа 1905 года назначен московским вице-губернатором. При этом губернатор Г. И. Кристи находился в отпуске, откуда возвратился только в конце августа.

### Московский губернатор

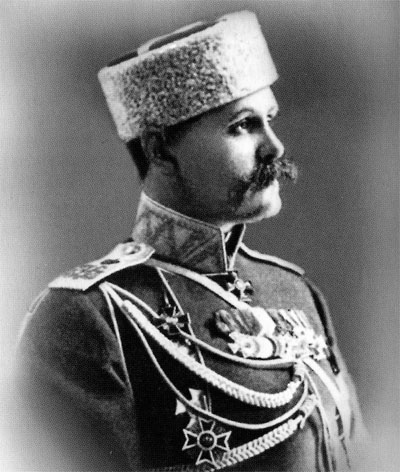
В. Ф. Джунковский, московский губернатор

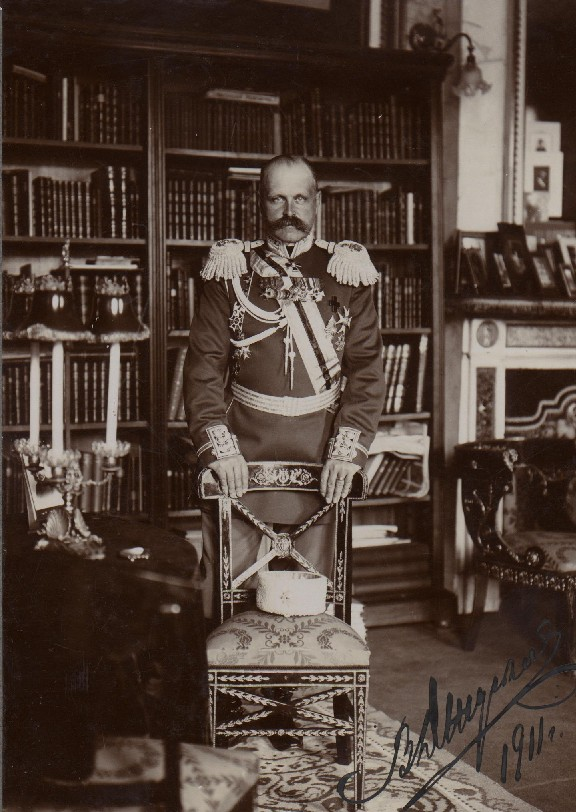
В. Ф. Джунковский, московский губернатор. 1911 г.

11 ноября 1905 года назначен исправляющим должность московского губернатора. Так как он фактически уже три месяца исполнял обязанности губернатора, это назначение прошло без неожиданностей. Будучи до этого несколько лет адъютантом московского генерал-губернатора, он был в курсе различных дел губернии, также принимал участие в управлении московским регионом и уже имел в этом деле опыт. Вице-губернатором московским был назначен А. С. Фёдоров, бывший чиновник особых поручений при великом князе Сергее Александровиче.
Председатель Московского столичного попечительства о народной трезвости. Джунковский занимается борьбой с пьянством среди народа, содействует повсеместному открытию отделений Попечительства о народной трезвости, а также чайных лавок с читальнями для досуга народа. В его ведении находились народные дома, в которых за недорого кормили, лечили и даже обучали беднейшие слои населения. Когда в 1905 году в Москве начались волнения, Джунковский обратился от имени комитета попечительства к рабочим с просьбой прекратить стачки. Во время беспорядков 1905 года, ездит по тюрьмам, лично беседует с арестованными бунтовщиками, некоторых распоряжается отпустить.
6 декабря 1908 года произведен в генерал-майоры, с утверждением в должности московского губернатора и зачислением в Свиту Его Величества по гвардейской пехоте». На Пасху Владимир Фёдорович лично разъезжает с куличами, пасхами и крашенными яйцами, раздавая их народу. Крестьяне посёлка Фирсановка близ Сходни (после помощи с выделением земли для производства) в благодарность губернатору постановили на сходе переименовать свою Фирсановку в посёлок Владимиро-Джунковский (позже Джунковка, ныне район г. Химок). Популярность Джунковского росла с каждым годом, он много ездит с инспекциями по губернии. Поощрял технические новинки, в 1910 году поднимался в небо на самолёте, которым управлял лётчик Сергей Уточкин. Был избран председателем Московского общества воздухоплавания за организацию перелёта
из Москвы в Петербург. При Джунковском в Москве активно развивалось трамвайное движение, была пущена в 1908 году Окружная железная дорога. В 1910 году в Москву приезжает Председатель Совета министров П. А. Столыпин: он инспектировал подмосковные хуторские хозяйства и признал их образцовыми.
В 1911 году губернатор посетил село Остафьево и усадьбу Вяземских-Шереметевых, где участвовал в открытии памятника русскому историку Н. М. Карамзину. Джунковский принимал активное участие в устроении мемориала в 1912 году в селе Бородино в честь 100-летия Бородинского сражения с Наполеоном.

### Командующий Отдельным корпусом жандармов

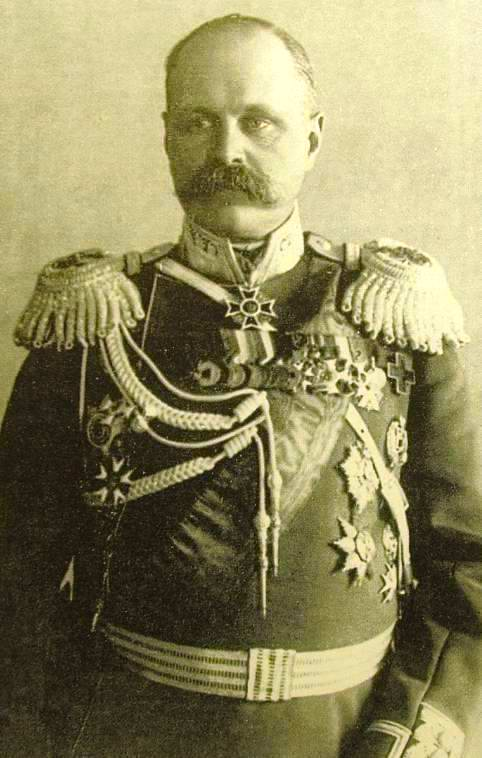
Командующий Отдельным корпусом жандармов.
Около 1913 г.

25 января 1913 года Высочайшим указом был назначен товарищем министра внутренних дел Н. А. Маклакова и командующим Отдельным корпусом жандармов.
Будучи в должности командующего Отдельным корпусом жандармов, Джунковский реформировал службу политического сыска, упразднив районные охранные отделения во всех городах Российской империи, кроме Москвы, Санкт-Петербурга и Варшавы, запретив институт секретных сотрудников в армии и на флоте, уволив большое количество жандармских офицеров, в связи с чем нажил себе немало врагов. Равным образом и одновременно была ликвидирована агентура среди учащихся в учебных заведениях.
Признавая, в общем, необходимость агентурной работы среди революционеров, Джунковский тем не менее пытался поставить её в определённые рамки. В мае 1913 года им был подписан циркуляр, которым запрещалось вербовать агентов среди учащихся средних учебных заведений.
Инициировал выведение из Госдумы провокатора среди революционеров — Малиновского: «Когда я узнал, что он состоит в числе сотрудников полиции и в то же время занимает пост члена Государственной Думы, я нашёл совершенно недопустимым одно с другим. Я слишком уважал звание депутата и не мог допустить, чтобы членом Госдумы было лицо, состоящее на службе в департаменте полиции, и поэтому считал нужным принять все меры к тому, чтобы избавить от неё Малиновского».
19 августа 1915 года пытался разоблачить в глазах императора Николая II пагубное влияние Григория Распутина, но неудачно: был уволен от должностей и отправлен на фронт. Отставка произошла на пике попытки Прогрессивного блока и Ставки великого князя предпринять мощный натиск на Николая II с целью введения ответственного министерства. Как стало известно государю, Джунковский знал о существовании заговора, но умолчал об этом в своём докладе. Известно также, что Джунковский находился в переписке с Гучковым.

### Участие в Первой мировой войне
С осени 1915 года — в действующей армии на командных должностях: с 26 декабря командовал бригадой 8-й Сибирской стрелковой дивизии, затем самой 8-й Сибирской стрелковой дивизией на Западном фронте. 29 ноября 1916 года назначен командующим 131-й пехотной дивизией, с 10 января 1917 года — командующий 15-й Сибирской стрелковой дивизией. 2 апреля 1917 года произведён в генерал-лейтенанты за отличие. В сентябре 1917 года солдатский комитет избрал его на должность командира 3-го Сибирского армейского корпуса (с 4 октября 1917 года).

### После Революции
Александр Блок, который оказался секретарём Чрезвычайной следственной комиссии, учреждённой Временным правительством для расследования противозаконной деятельности бывших царских министров и высших сановников, оставил его описание в своём дневнике: «…Неинтересное лицо. Голова срезана. Говорит мерно, тихо, умно. Лоб навис над глазами, усы жёсткие. Лицо очень моложавое и загорелое… Нет, лицо значительное. Честное. Глаза прямые, голубовато-серые. Опять характерная печать военного. Выражения (удрали, уйма, надуют, как стёклышко). Прекрасный русский говор».
После Октябрьской революции, в ноябре 1917 года, Джунковского вместе с группой генералов арестовали в Ставке Верховного главнокомандующего и заключили в Алексеевский равелин Петропавловской крепости.
Однако через некоторое время он был освобождён. Ф. В. Шлиппе вспоминал (Автобиографические записки. — С. 97—98), что однажды он ходатайствовал о милостивом наказании за бунт арестантов Бутырской тюрьмы и впоследствии «когда он был намечен к расстрелу, а какой-то бывший уголовник, игравший при большевиках видную роль, за него заступился».
С 17 декабря 1917 года — в отставке «ввиду хронической болезни сердца» с мундиром и пенсией. В апреле 1918 года Джунковскому было выдано пенсионное удостоверение — Советское правительство ему, как офицеру лояльному к власти, даже определило пенсию в размере 3270 рублей в месяц.
В сентябре 1918 года во время поездки к родственникам в Путивль Джунковский был снят с поезда на станции Орша и арестован — его якобы перепутали с другим офицером, которого разыскивала ВЧK. Арест произошёл после неудачного покушения на Владимира Ленина. Джунковского доставили в Московскую ЧK, а затем 6 декабря 1918 года он был заключён в Бутырскую тюрьму. Там им заинтересовалась ВЧK. Следствие длилось шесть месяцев, в течение которых чекисты копались в прошлом Джунковского, выискивая факты, свидетельствовавшие о его преступлениях против народа и революции. 6 мая 1919 года состоялось заседание Московского революционного трибунала. Джунковский был признан опасным для советской власти и приговорён к заключению в концлагерь до окончания Гражданской войны без применения амнистии. 11 июня 1919 года Джунковского перевели из Бутырской тюрьмы в Таганскую тюрьму, где сидели в основном уголовники. 30 ноября 1920 года Московский революционный трибунал приговорил Джунковского к пяти годам лишения свободы за участие в подавлении революции 1905—1907 года в Москве. 28 ноября 1921 года по постановлению ВЦИK он был освобождён из-под стражи.
Существует другая версия того, как Джунковский провёл эти годы. Историк спецслужб Теодор Гладков в ЖЗЛ биографии Артура Артузова пишет, что Дзержинский привлёк Джунковского к сотрудничеству: «Джунковского, которому исполнилось тогда всего-то пятьдесят с небольшим, вызвали в Москву из его уединения в Смоленской губернии. (…) Дзержинскому удалось на первый взгляд почти невероятное — он убедил генерала, что сейчас его патриотический долг — не прозябание в губернской глуши, а служение новому российскому государству». В ноябре 1918 года Джунковский выступил свидетелем на процессе провокатора Малиновского, а затем приступил к своим неопределённо очерченным обязанностям негласного консультанта ВЧК. На Лубянке знали об этом всего несколько человек. По распоряжению властей бывшему губернатору предоставили квартиру на Арбате. Гладков пишет, что Джунковский был одной из важнейших фигур в планировании операции «Трест», хотя его роль в этом событии обычно замалчивается.

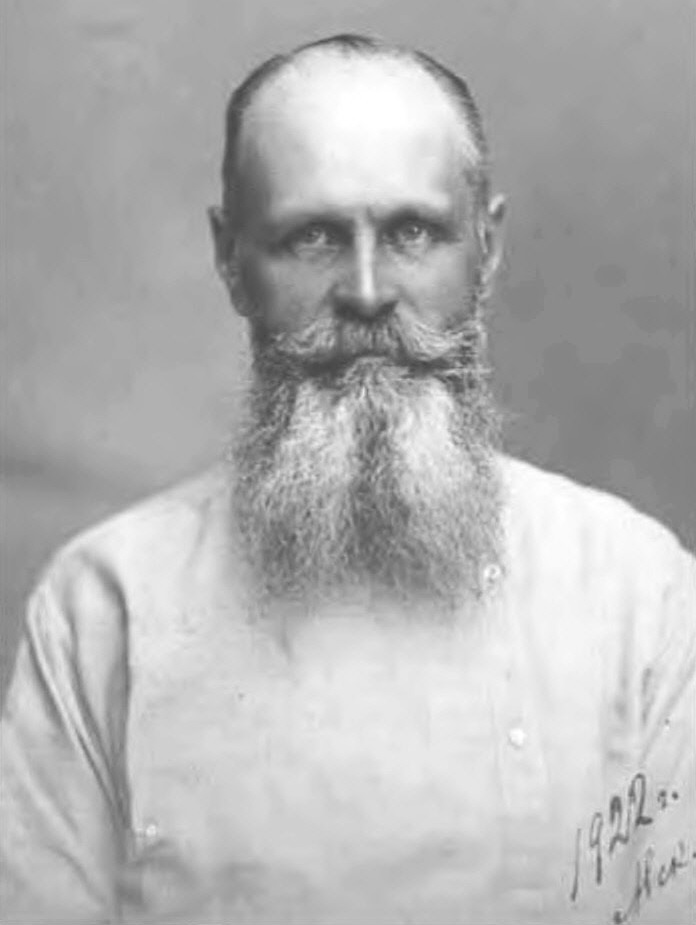
Джунковский Владимир Фёдорович. 1922 г.

6 апреля 1922 года прописан у сестры Евдокии Фёдоровны. После выхода на свободу Владимир Федорович работал церковным сторожем, давал уроки французского языка, писал воспоминания о своей жизни. Позже не раз временно арестовывался. Бытует мнение, что он принял монашество, хотя документальных подтверждений этому не имеется.
В конце 1937 года 72-летний Владимир Фёдорович был вновь арестован. 21 февраля 1938 года специальной тройкой НКВД он был приговорён к смертной казни. Расстрелян в тот же день на Бутовском полигоне.
Есть свидетельство писателя Р. В. Иванова-Разумника о последних днях В. Ф. Джунковского в Бутырской тюрьме: «Это был обаятельный старик, живой и бодрый, несмотря на свои семьдесят лет, с иронией относившийся к своему бутырскому положению. За три дня нашего соседства он столько интересного порассказал мне о прошлых днях, что на целую книгу хватило бы. К великому моему сожалению, его увели от нас, куда — мы не могли догадаться» (Журнал «Родина» 2010 № 3, С. 105—109.)
Владимир Фёдорович Джунковский был реабилитирован (посмертно) Президиумом Верховного Совета СССР 16 января 1989 года.
По данным Б. И. Николаевского, был связан с масонами. По сведениям Н. Н. Берберовой и сам состоял в Ордене.

## Сочинения
- Джунковский В.Ф. Воспоминания 1865-1904 г. 2016 г. Изд. им. Сабашниковых Джунковский В.Ф. Воспоминания 1905-1917 гг. / В 3-х томах. — М.: Изд. им. Сабашниковых, 1997-2015.

## Из воспоминаний современников
- Известный либерал, прославившийся своим покровительством красным ещё во время московского бунта 1905 года. Личность Джунковского была настолько известна, и даже просто скандальна из-за приверженности его подрывным силам. Например, перечисляя после падения Самодержавия свои заслуги перед революцией, он говорил: «Я всегда при выборах в Думу считал, что такие выборы надо предоставлять самим себе и никогда не позволял себе никаких давлений в ту или иную сторону» («Падение царского режима», т. V, М.-П., 1926 г.).
- А. В. Герасимов о Джунковском: «Тот самый о котором мне в своё время сообщали, что в октябрьские дни 1905 года он, будучи московским вице-губернатором, вместе с революционерами-демонстрантами под красным флагом ходил от тюрьмы к тюрьме для того, чтобы освобождать политических заключённых». См.: А. В. Герасимов «На лезвии с террористами». Париж, 1985. С. 183.
- Л. Разгон: «Старик был высок, красив, очень живописен со своей развевающейся большой седой бородой, с живыми чёрными глазами под белыми густыми бровями. Одет он был в холщовые штаны, длинную посконную рубаху, на босых ногах — самодельные кожаные постолы. Продукты, которые он приносил, были всегда свежими, недорогими. Старик нам нравился: он не был жаден, был спокоен и обходителен. <…>

— Как ваше имя и отчество? — спросил я его…

— Владимир Федорович.

— А по фамилии как? — дополнила меня дотошная Варя.

— Джунковский».

## Награды

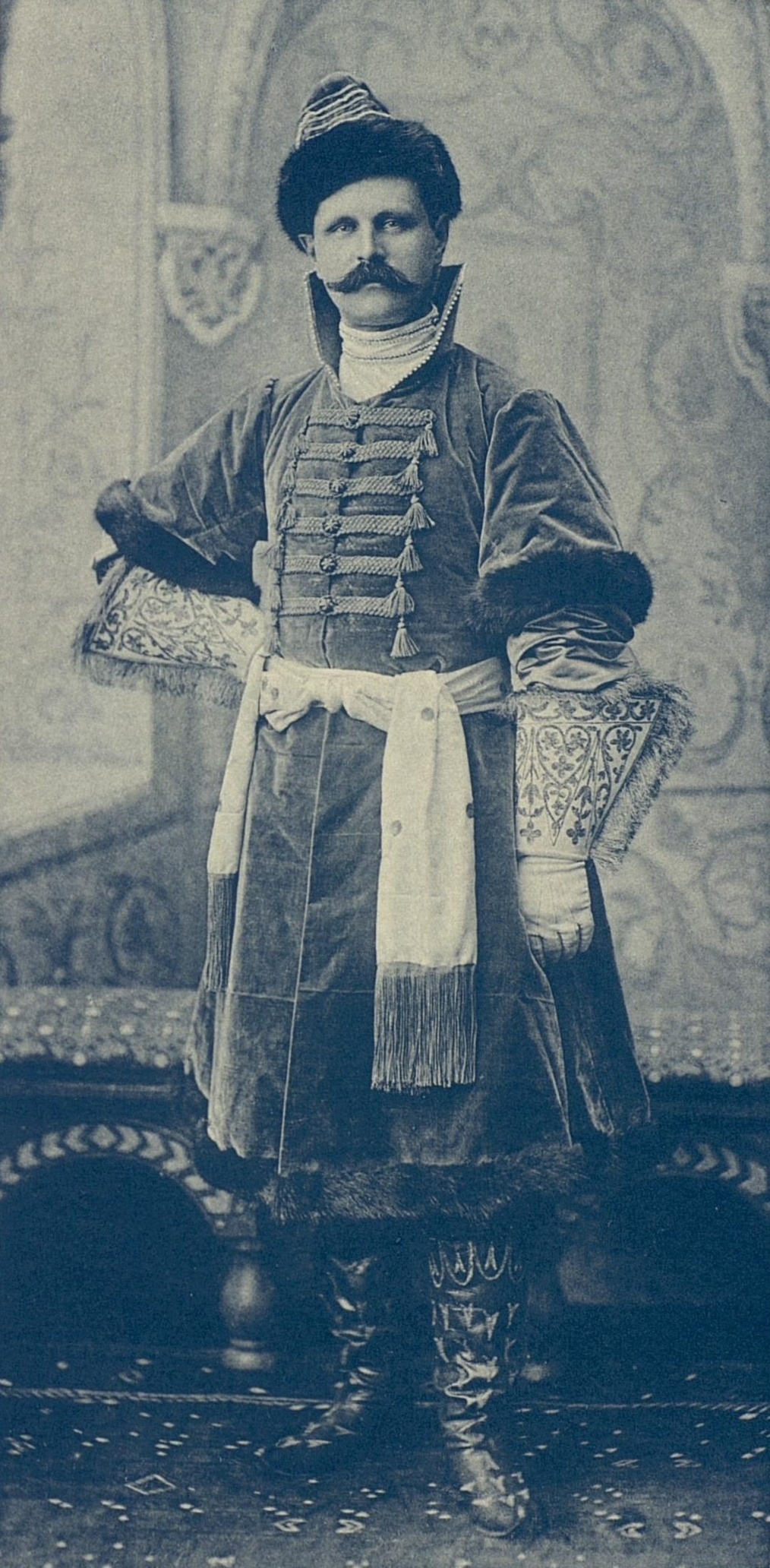
На костюмированном балу 1903 года.

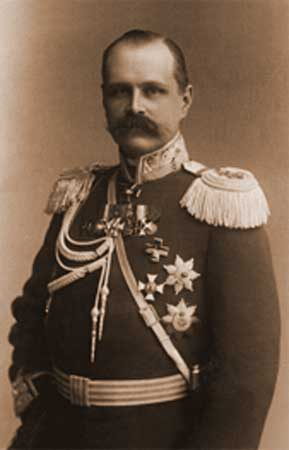
Генерал-майор В. Ф. Джунковский. 1908~1913 гг.

- Орден Святого Станислава 3-й степени (1892)
- Орден Святой Анны 3-й степени (1895)
- Орден Святого Станислава 2-й степени (1897)
- Орден Святой Анны 2-й степени (1898)
- подарок из Кабинета Его Императорского Величества (1900)
- Орден Святого Владимира 4-й степени (1901)
- Высочайшая благодарность (06.05.1905)
- Орден Святого Владимира 3-й степени (1906)
- Орден Святого Станислава 1-й степени (06.12.1911)
- Высочайшая благодарность (30.05.1912)
- Высочайшая благодарность (07.06.1912)
- Высочайшая благодарность (06.12.1912)
- Орден Святой Анны 1-й степени (27.05.1913)
- Высочайшая благодарность (03.06.1914)
- Высочайшая благодарность (05.11.1914)
- Высочайшая благодарность (03.01.1915)
- Высочайшая благодарность (16.02.1915)
- Орден Святого Владимира 2-й степени и Высочайшая благодарность (14.04.1915)
- Высочайшая благодарность (09.05.1915)
- Высочайшая благодарность (12.05.1915)
- Мечи к ордену Святого Владимира 2-й степени (ВП 15.09.1916)

Иностранные:
- Черногорский орден князя Даниила I 4-й степени (1891)
- Австрийский орден Железной Короны 3-й степени (1897)
- Бухарский орден Золотой Звезды 3-й степени (1897)
- Турецкий орден Османие 3-й степени (1898)
- Румынский орден Короны, командорский крест (1899)
- Гессенский орден Филиппа Великодушного, кавалерский крест 1-го класса (1902)
- Болгарский Орден Святого Александра 3-й степени (1903)
- Бухарский орден Золотой Звезды 2-й степени (1903)
- Французский орден Почётного Легиона, кавалерский крест (1903)
- Гессенский орден Филиппа Великодушного, командорский крест 2-го класса (1905)
- Персидский орден Льва и Солнца 2-й степени со звездой (1905)
- Бухарский орден Золотой Звезды 1-й степени (1906)
- Шведский орден Меча, командорский крест 2-го класса (1908)
- Бухарский орден Золотой Звезды с алмазами (1910)
- Бельгийский орден Леопольда II, большой крест (1911)
- Брауншвейгский орден Генриха Льва, большой крест (1912)
- Бухарский орден Тадж с алмазами (1913)